# Martorelles
Martorelles település Spanyolországban, Barcelona tartományban. Lakosainak száma 4987 fő (2024).

## Földrajza
Martorelles Montmeló, Montornès del Vallès, Santa Maria de Martorelles, Sant Fost de Campsentelles és Mollet del Vallès községekkel határos.

## Testvértelepülések
- Sant’Olcese

## Népesség
A település lakosságának változását az alábbi diagram mutatja:
| Lakosok száma | 114  | 830  | 1158 | 2361 | 4868 | 4912 | 4922 | 4783 | 4801 | 4987 |
|               | 1717 | 1900 | 1940 | 1965 | 1991 | 2004 | 2009 | 2014 | 2019 | 2024 |